# Unione Sportiva Catanzaro 1995-1996
Questa pagina raccoglie le informazioni riguardanti la società calcistica italiana Unione Sportiva Catanzaro nelle competizioni ufficiali della stagione 1995-1996.

## Rosa
| N. |                   | Ruolo | Calciatore            |
| -- | ----------------- | ----- | --------------------- |
|    | Italia (bandiera) |       | Andolina              |
|    | Italia (bandiera) | C     | Enrico Balsamo        |
|    | Italia (bandiera) | P     | Rosario Bressi        |
|    | Italia (bandiera) | D     | Umberto Brutto        |
|    | Italia (bandiera) | A     | Massimo Campo         |
|    | Italia (bandiera) | C     | Alessandro Celano     |
|    | Italia (bandiera) | D     | Emanuele Daniele      |
|    | Italia (bandiera) | A     | Giuseppe Delle Donne  |
|    | Italia (bandiera) | C     | Francesco De Luca     |
|    | Italia (bandiera) | C     | Massimo De Solda      |
|    | Italia (bandiera) | A     | Luigi Di Baia         |
|    | Italia (bandiera) | P     | Leonardo Di Punzio    |
|    | Italia (bandiera) | C     | Massimiliano Esposito |
|    | Italia (bandiera) | C     | Domenico Galeano      |
|    | Italia (bandiera) | C     | Fabrizio Garbadella   |
|    | Italia (bandiera) | D     | Aldo Gardini          |

| N. |                   | Ruolo | Calciatore         |
| -- | ----------------- | ----- | ------------------ |
|    | Italia (bandiera) | C     | Domenico Giampà    |
|    | Italia (bandiera) | D     | Carmelino Gioffrè  |
|    | Italia (bandiera) | D     | Danilo Iraia       |
|    | Italia (bandiera) | D     | Alessandro La Rosa |
|    | Italia (bandiera) | C     | Carmine Leone      |
|    | Italia (bandiera) | D     | Renato Mancini     |
|    | Italia (bandiera) | A     | Vincenzo Marchese  |
|    | Italia (bandiera) | D     | Cosimo Oliva       |
|    | Italia (bandiera) |       | Pannittieri        |
|    | Italia (bandiera) | C     | Santo Parise       |
|    | Italia (bandiera) | D     | Carmine Parlato    |
|    | Italia (bandiera) | D     | Marco Pisano       |
|    | Italia (bandiera) | A     | Francesco Procopio |
|    | Italia (bandiera) |       | Ritrovato          |
|    | Italia (bandiera) | A     | Antonio Soda       |
|    | Italia (bandiera) | C     | Marco Tomaselli    |

## Risultati

### Campionato

#### Girone di andata
| 3 settembre 1995 1ª giornata | Frosinone | 1 – 1 | Catanzaro |  |

| 10 settembre 1995 2ª giornata | Catanzaro | 0 – 0 | Bisceglie |  |

| 17 settembre 1995 3ª giornata | Matera | 0 – 0 | Catanzaro |  |

| 24 settembre 1995 4ª giornata | Catanzaro | 0 – 2 | Castrovillari |  |

| 1º ottobre 1995 5ª giornata | Catanzaro | 0 – 0 | Astrea |  |

| 8 ottobre 1995 6ª giornata | Teramo | 1 – 1 | Catanzaro |  |

| 15 ottobre 1995 7ª giornata | Catanzaro | 0 – 1 | Giulianova |  |

| 22 ottobre 1995 8ª giornata | Albanova | 1 – 0 | Catanzaro |  |

| 29 ottobre 1995 9ª giornata | Catanzaro | 3 – 1 | Sporting Benevento |  |

| 5 novembre 1995 10ª giornata | Fasano | 0 – 1 | Catanzaro |  |

| 12 novembre 1995 11ª giornata | Catanzaro | 3 – 0 | Trani |  |

| 19 novembre 1995 12ª giornata | Marsala | 0 – 1 | Catanzaro |  |

| 3 dicembre 1995 13ª giornata | Viterbese | 2 – 1 | Catanzaro |  |

| 10 dicembre 1995 14ª giornata | Catanzaro | 2 – 1 | Battipagliese |  |

| 17 dicembre 1995 15ª giornata | Avezzano | 3 – 0 | Catanzaro |  |

| 30 dicembre 1995 16ª giornata | Catanzaro | 2 – 1 | Catania |  |

| 7 gennaio 1996 17ª giornata | Taranto | 2 – 0 | Catanzaro |  |

#### Girone di ritorno
| 14 gennaio 1996 18ª giornata | Catanzaro | 1 – 0 | Frosinone |  |

| 21 gennaio 1996 19ª giornata | Bisceglie | 0 – 0 | Catanzaro |  |

| 28 gennaio 1996 20ª giornata | Catanzaro | 1 – 1 | Matera |  |

| 4 febbraio 1996 21ª giornata | Castrovillari | 1 – 0 | Catanzaro |  |

| 11 febbraio 1996 22ª giornata | Astrea | 2 – 0 | Catanzaro |  |

| 18 febbraio 1996 23ª giornata | Catanzaro | 3 – 0 | Teramo |  |

| 25 febbraio 1996 24ª giornata | Giulianova | 3 – 1 | Catanzaro |  |

| 10 marzo 1996 25ª giornata | Catanzaro | 1 – 0 | Albanova |  |

| 17 marzo 1996 26ª giornata | Sporting Benevento | 1 – 0 | Catanzaro |  |

| 24 marzo 1996 27ª giornata | Catanzaro | 1 – 4 | Fasano |  |

| 31 marzo 1996 28ª giornata | Trani | 0 – 3 | Catanzaro |  |

| 14 aprile 1996 29ª giornata | Catanzaro | 1 – 0 | Marsala |  |

| 20 aprile 1996 30ª giornata | Catanzaro | 1 – 0 | Viterbese |  |

| 28 aprile 1996 31ª giornata | Battipagliese | 1 – 0 | Catanzaro |  |

| 5 maggio 1996 32ª giornata | Catanzaro | 1 – 1 | Avezzano |  |

| 12 maggio 1996 33ª giornata | Catania | 1 – 0 | Catanzaro |  |

| 19 maggio 1996 34ª giornata | Catanzaro | 1 – 1 | Taranto |  |